# Station Luwung
Luwung is een spoorwegstation in de Indonesische provincie West-Java.

## Bestemmingen
- Kutojaya Utara: naar Station Kutoarjo en Station Tanahabang
- Progo: naar Station Lempuyangan en Station Pasar Senen
- Senja Bengawan: naar Station Solo Jebres en Station Tanahabang
- Gaya Baru Malam Selatan: naar Station Jakarta Kota en Station Surabaya Gubeng